# O Passado Não Perdoa
O Passado Não Perdoa (em inglês:  The Unforgiven) e um filme estadunidense do gênero western de 1960. Foi dirigido por John Huston e estrelado por Burt Lancaster, Audrey Hepburn, Audie Murphy, Charles Bickford e Lillian Gish. A história é baseada no romance de 1957 de Alan Le May.
O filme destaca a questão do racismo contra os nativos americanos e pessoas que se acredita terem sangue nativo americano no Velho Oeste. O filme também é conhecido por problemas nos bastidores. Huston costumava dizer que esse era seu filme menos satisfatório.

## Sinopse
Rachel Zachary mora com sua mãe e irmãos adotivos num rancho no Texas. Vivem preocupados com os ataques dos índios kiowa, que mataram o pai da família. Além disso, um caçador desequilibrado que aparece e ronda a região, espalha o boato de que Rachel era uma criança índia que foi acolhida pelo falecido Zachary. Ao saberem disso, os índios querem que ela volte para a tribo e a recusa da família em entregar Rachel aos índios os coloca em pé-de-guerra contra eles. Os índios cercam o rancho e a família tem que se defender sozinha, pois os outros brancos são contra a presença de Rachel na comunidade. 
Cash, um dos irmãos Zachary, que saíra de casa ao saber que Rachel tinha sangue indígena, volta para ajudar a combater os índios, quando se apercebe que os irmãos estão quase sem munições.

## Elenco
- Burt Lancaster …  Ben Zachary
- Audrey Hepburn …  Rachel Zachary
- Audie Murphy …  Cash Zachary
- John Saxon …  Johnny Portugal
- Charles Bickford …  Zeb Rawlins
- Lillian Gish …  Mattilda Zachary
- Albert Salmi …  Charlie Rawlins
- Joseph Wiseman …  Abe Kelsey
- June Walker …  Hagar Rawlins
- Kipp Hamilton …  Georgia Rawlins
- Arnold Merritt …  Jude Rawlins
- Doug McClure …  Andy Zachary
- Carlos Rivas …  Pássaro Perdido